# Simon-Louis Boquet
Simon-Louis Boquet, dit Boquet Saint-Simon, né à Paris le 14 septembre 1743 et mort dans la même ville le 20 septembre 1833, est un sculpteur français.

## Biographie
Simon-Louis Boquet devient membre de l'Académie royale de peinture et de sculpture en 1786.

## Œuvres dans les collections publiques
- Paris, hôtel de Salm : Les Quatre saisons, 1784, quatre bas-reliefs pour la salle à manger.